# Sowjetischer Fußballpokal 1984/85
Der Sowjetische Fußballpokal 1984/85 war die 44. Austragung des sowjetischen Pokalwettbewerbs der Männer. Pokalsieger wurde Dynamo Kiew. Das Team setzte sich im Finale gegen Schachtjor Donezk durch. Dynamo qualifizierte sich durch den Sieg für den Europapokal der Pokalsieger.

## Modus
An der 1. Runde nahmen zehn Drittligisten und vierzehn Zweitligisten teil. In der 2. Runde traten die restlichen acht Zweitligisten ein, in der 3. Runde vierzehn Erstligisten der Saison 1984 und in der 4. Runde die verbliebenen vier Teams der höchsten Liga.
Alle Begegnungen wurden in einem Spiel entschieden. Stand es in den K.-o.-Spielen nach regulärer Spielzeit unentschieden, wurde das Spiel um zweimal 15 Minuten verlängert. Stand danach kein Sieger fest, wurden der Sieger per Elfmeterschießen ermittelt.

## Teilnehmende Teams
| Wysschaja Liga (18) | Wysschaja Liga (18) | Perwaja Liga (22) | Perwaja Liga (22) | Wtoraja Liga (10) |
| --- | --- | --- | --- | --- |
| - Dynamo Moskau - Spartak Moskau - Torpedo Moskau - ZSKA Moskau - Ararat Jerewan - Dynamo Kiew - Dinamo Minsk - Dinamo Tiflis - Dnjepr Dnjepropetrowsk | - Kairat Alma-Ata - Metallist Charkow - Neftçi Baku - Pachtakor Taschkent - SKA Rostow - Schachtjor Donezk - Tschernomorez Odessa - FK Žalgiris Vilnius - Zenit Leningrad | - Daugava Riga - Dinamo Batumi - Fakel Woronesch - Guria Lantschchuti - Irtysch Omsk - Iskra Smolensk - SKA Karpaty Lwow - Kolos Nikopol - Kuban Krasnodar - Kusbass Kemerowo - Metallurg Saporoschje | - Lokomotive Moskau - Nistru Kischinjow - Pamir Duschanbe - Rotor Wolgograd - Sarja Woroschilowgrad - Schinnik Jaroslawl - SKA Chabarowsk - Spartak Ordschonikidse - Swesda Jizzax - Tawrija Simferopol - Torpedo Kutaissi | - Dinamo Samarkand - Dnjepr Mogiljow - Geolog Tjumen - Kotajk Abowjan - Metallurg Magnitogorsk - Nywa Winnyzja - Rostselmasch Rostow - Sudostroitel Nikolajew - Swetotechnika Saransk - Zelinnik Zelinograd |

## 1. Runde
Teilnehmer: Zehn Drittligisten und zwölf Zweitligisten
| Datum      |                        | Ergebnis              |                        |
| ---------- | ---------------------- | --------------------- | ---------------------- |
| 31.07.1984 | Geolog Tjumen          | 2:0                   | Swesda Jizzax          |
| 31.07.1984 | Dinamo Samarkand       | 4:1                   | Guria Lantschchuti     |
| 31.07.1984 | Dnjepr Mogiljow        | 2:0                   | Daugava Riga           |
| 31.07.1984 | Kotajk Abowjan         | 3:2 n. V.             | Schinnik Jaroslawl     |
| 31.07.1984 | Kuban Krasnodar        | 1:1 n. V. (4:3 i. E.) | Pamir Duschanbe        |
| 31.07.1984 | Metallurg Magnitogorsk | 3:0                   | Rotor Wolgograd        |
| 31.07.1984 | Nywa Winnyzja          | 2:1                   | Metallurg Saporoschje  |
| 31.07.1984 | Rostselmasch Rostow    | 3:2                   | Sarja Woroschilowgrad  |
| 31.07.1984 | Swetotechnika Saransk  | 1:5                   | Spartak Ordschonikidse |
| 31.07.1984 | SKA Chabarowsk         | 3:0                   | Irtysch Omsk           |
| 31.07.1984 | Sudostroitel Nikolajew | 3:2                   | SKA Karpaty Lwow       |
| 31.07.1984 | Zelinnik Zelinograd    | 2:1 n. V.             | Tawrija Simferopol     |

## 2. Runde
Teilnehmer: Die zwölf Sieger der 1. Runde und weitere acht Zweitligisten
| Datum      |                        | Ergebnis              |                        |
| ---------- | ---------------------- | --------------------- | ---------------------- |
| 10.08.1984 | Geolog Tjumen          | 0:0 n. V. (4:1 i. E.) | Zelinnik Zelinograd    |
| 10.08.1984 | Dinamo Batumi          | 1:0                   | Dnjepr Mogiljow        |
| 10.08.1984 | Dinamo Samarkand       | 3:1                   | Fakel Woronesch        |
| 10.08.1984 | Iskra Smolensk         | 3:0                   | Metallurg Magnitogorsk |
| 10.08.1984 | Kotajk Abowjan         | 3:0                   | Kolos Nikopol          |
| 10.08.1984 | Kusbass Kemerowo       | 1:0                   | Sudostroitel Nikolajew |
| 10.08.1984 | Nywa Winnyzja          | 3:0                   | Rostselmasch Rostow    |
| 10.08.1984 | Nistru Kischinjow      | 3:2                   | Kuban Krasnodar        |
| 10.08.1984 | SKA Chabarowsk         | 6:1                   | Torpedo Kutaissi       |
| 10.08.1984 | Spartak Ordschonikidse | 2:0                   | Lokomotive Moskau      |

## 3. Runde
Teilnehmer: Die zehn Sieger der 2. Runde und vierzehn Erstligisten
| Datum      |                      | Ergebnis              |                        |
| ---------- | -------------------- | --------------------- | ---------------------- |
| 16.09.1984 | Dinamo Batumi        | 1:0                   | Pachtakor Taschkent    |
| 16.09.1984 | Dinamo Samarkand     | 0:0 n. V. (3:1 i. E.) | FK Žalgiris Vilnius    |
| 16.09.1984 | Zenit Leningrad      | 4:0                   | SKA Chabarowsk         |
| 16.09.1984 | Kairat Alma-Ata      | 3:1                   | Spartak Ordschonikidse |
| 16.09.1984 | Tschernomorez Odessa | 3:2 n. V.             | Neftçi Baku            |
| 17.09.1984 | Ararat Jerewan       | 3:1                   | Kusbass Kemerowo       |
| 17.09.1984 | Iskra Smolensk       | 2:2 n. V. (4:3 i. E.) | Dinamo Tiflis          |
| 17.09.1984 | Kotajk Abowjan       | 1:3                   | Schachtjor Donezk      |
| 17.09.1984 | Metallist Charkow    | 0:1 n. V.             | Torpedo Moskau         |
| 17.09.1984 | Nywa Winnyzja        | 2:1                   | SKA Rostow             |
| 17.09.1984 | Nistru Kischinjow    | 2:4                   | Dynamo Kiew            |
| 17.09.1984 | ZSKA Moskau          | 2:0                   | Geolog Tjumen          |

## Achtelfinale
Teilnehmer: Die zwölf Sieger der 3. Runde und vier weitere Erstligisten (Dynamo Moskau, Spartak Moskau, Dinamo Minsk und Dnjepr Dnjepropetrowsk)
| Datum      |                   | Ergebnis              |                        |
| ---------- | ----------------- | --------------------- | ---------------------- |
| 28.10.1984 | Dynamo Kiew       | 1:1 n. V. (6:5 i. E.) | Dynamo Moskau          |
| 28.10.1984 | Dinamo Minsk      | 2:1 n. V.             | Tschernomorez Odessa   |
| 28.10.1984 | Torpedo Moskau    | 0:1                   | Dnjepr Dnjepropetrowsk |
| 28.10.1984 | ZSKA Moskau       | 3:0                   | Dinamo Batumi          |
| 28.10.1984 | Schachtjor Donezk | 2:1                   | Ararat Jerewan         |
| 29.10.1984 | Spartak Moskau    | 0:3                   | Zenit Leningrad        |
| 12.11.1984 | Kairat Alma-Ata   | 1:0                   | Nywa Winnyzja          |
| 14.11.1984 | Dinamo Samarkand  | 0:1                   | Iskra Smolensk         |

## Viertelfinale
| Datum      |                   | Ergebnis |                        |
| ---------- | ----------------- | -------- | ---------------------- |
| 10.05.1985 | Dynamo Kiew       | 2:1      | Kairat Alma-Ata        |
| 10.05.1985 | Zenit Leningrad   | 2:0      | ZSKA Moskau            |
| 10.05.1985 | Iskra Smolensk    | 1:0      | Dinamo Minsk           |
| 10.05.1985 | Schachtjor Donezk | 2:1      | Dnjepr Dnjepropetrowsk |

## Halbfinale
| Datum      |                   | Ergebnis              |                 |
| ---------- | ----------------- | --------------------- | --------------- |
| 23.05.1985 | Schachtjor Donezk | 0:0 n. V. (4:2 i. E.) | Zenit Leningrad |
| 24.05.1985 | Dynamo Kiew       | 3:0                   | Iskra Smolensk  |

## Finale
| Paarung           | Dynamo Kiew – Schachtjor Donezk |
| Ergebnis          | 2:1 (0:0) |
| Datum             | 23. Juni 1985 |
| Stadion           | Olympiastadion Luschniki, Moskau |
| Zuschauer         | 53.200 |
| Schiedsrichter    | Waleri Butenko |
| Tore              | 1:0 Anatoli Demjanenko (56.) 2:0 Oleg Blochin (58.) 2:1 Sergei Morosow (68.) |
| Dynamo Kiew       | Michail Michailow – Wladimir Bessonow, Oleg Kusnezow, Sergei Baltatscha , Anatoli Demjanenko – Andrei Bal, Pawel Jakowenko (88. Wadym Jewtuschenko), Wassili Raz – Alexander Sawarow (88. Wassili Jewsejew) – Oleg Blochin, Igor Belanow (55. Iwan Jaremtschuk) Cheftrainer: Waleri Lobanowski            |
| Schachtjor Donezk | Walentin Jelinskas – Alexei Warnawski, Sergei Schurawlow (61. Sergei Morosow), Alexander Sopko, Sergei Pokidin – Waleri Goschkoderja, Michail Sokolowski (58. Igor Petrow), Sergei Jaschtschenko – Wiktor Gratschow, Sergei Akimenko (46. Sergei Krawtschenko), Waleri Rudakow Cheftrainer: Wiktor Nossow |
| Gelbe Karten      | Pawel Jakowenko – keine |